# Gare de Mennetou-sur-Cher
Gare de Mennetou-sur-Cher – przystanek kolejowy w Mennetou-sur-Cher, w departamencie Loir-et-Cher, w Regionie Centralnym, we Francji.
Jest przystankiem kolejowym Société nationale des chemins de fer français (SNCF), obsługiwanym przez pociągi TER Centre kursujące między Tours i Vierzon.